# Белов, Валерий Викторович
Валерий Викторович Белов (род. 1 апреля 1966) — советский и российский самбист, призёр чемпионата СССР, чемпион России, чемпион Европы, чемпион и призёр чемпионатов мира, призёр Всемирных игр 1993 года в Гааге, Заслуженный мастер спорта России по самбо (30 апреля 1996 года). Выступал в первой (до 68 кг) и второй (до 74 кг) полусредней весовых категориях. Наставниками Белова были Заслуженный тренер России Николай Доронкин и Заслуженный тренер СССР Евгений Чичваркин.

## Выступления на чемпионатах страны
- Чемпионат СССР по самбо 1989 года — ;
- Чемпионат России по самбо 1992 года — ;
- Чемпионат России по самбо 1993 года — ;
- Чемпионат России по самбо 1994 года — ;
- Чемпионат России по самбо 1995 года — ;